# Gabersdorf
Gabersdorf est une commune autrichienne du district de Leibnitz en Styrie.